# Bibio beameri
Bibio beameri är en tvåvingeart som beskrevs av Hardy 1945. Bibio beameri ingår i släktet Bibio och familjen hårmyggor.
Artens utbredningsområde är Kansas. Inga underarter finns listade i Catalogue of Life.